# 桐本拓哉
桐本 拓哉（きりもと たくや、1967年7月27日 - ）は、日本の俳優、声優。岐阜県出身。青二プロダクション所属。旧芸名は桐本 琢󠄀也（読みは同じ）。

## 来歴
子供時代、映画『ワンス・アポン・ア・タイム・イン・アメリカ』で主演を務めていたロバート・デニーロ、『ゴッドファーザー』に出演していたアル・パチーノなどメソッド演技法の演技を取り入れた俳優たちに憧れを抱いていたという。
その憧憬は、中学、高校時代になっても色褪せることはなく、高校時代はマットペイントに興味を持ち、美術大学への進学を考えていた。その道は選ばず、高校卒業後、名城大学商学部に進学。その時にシネマ研究会に入り、演出、演者として多くの自主映画に参加したことで、演じる側に関心を持ち、演技への手応えも感じるようになったという。
この頃、俳優への興味を強めた淡い青春のエピソードがあり、当時、大学の図書館で司書だった女性に好意を寄せ、図書館に通い詰める。しかし女性を見つめている訳にはいかず、「演技の勉強になれば」と映画関連の書籍を読んでいた。その中に、「メソッド演技法」を提唱していたスタニスラフスキー作の書籍『俳優修業』があり、内容に魅了され、心を動かされ、俳優への想いは揺るがないものになったという。
「俳優の道に生きる」と心に決めて、3回生の終わりに劇座に入団。時には友人には「俳優になれるのはほんの一握り。現実をわかっていない」と言われ、喧嘩にもなった。しかし友人の指摘は理解できるものでもあり、シネマ研究会にも俳優を目指していたメンバーは少なく、職業としての俳優は「狭き門だ」ということも自覚していたという。
同大学卒業後、様々な訓練所を渡り歩き、出会った友人に誘われ、吉本興業に所属。
その後、舞台俳優として実績を積むため、1995年に劇団青年座に入団して、アルバイトをしながら俳優を目指した。苦しんでいた時期も長く、自分のやりたいことと求められることの歯車が噛み合わず、悔しさ、ジレンマを抱えながら、下積みの時代を過ごしていた。しかし俳優を諦めようと思ったことはなく、オーディションを受け続けており、当時は「俳優で食べていけるようになるまでに10年かかった」とのちに思い返していた。その時に「挑戦し続けていれば必ず何かが掴める」といった確信に近いものがあったことから明るい表情で語っていた。職業としての声優がそれであり、シネマ研究会の映画製作では、演技を撮影した後、音声をアフレコで入れていた。その経験を積んでいたこともあり、声優としての演技力に注目され、キャスティングの人物たちの目に留まり、職業としての声優が増えていったという。
2006年には青年座映画放送所属となり、2009年まで在籍していた。同年6月に青二プロダクションに所属。
また、東地宏樹、辻親八、小林さやかと演劇ユニット「トローチ」を結成し、2014年に旗揚げ公演を行っている。
2016年2月に桐本琢也から改名。

## 人物
海外ドラマや洋画の吹き替えが多く、主にブラッドリー・クーパーやヒョンビン、ソ・ジソブなどの吹き替えを担当している。
『アイアンマン』の機内上映版ではロバート・ダウニー・Jr演ずるトニー・スターク役を担当していた。桐本によると劇場公開版にも続投が予定されていたが諸事情で登板が叶わなかったといい、この件に関して「とても残念でした」と回想している。自身の出演した音源で本編を鑑賞できていないことから、機内上映版の音源が陽の目を見ることを待ち望んでいるとも明かしている。なお、2019年時点ではロバートの吹き替えについて「今となっては藤原さんのRDJ」とコメントしており、藤原には敬意を表している。
趣味は読書、スキューバダイビング、釣り。特技は少林寺拳法、パントマイム。
資格・免許は普通自動車免許、中型バイク免許。
方言は岐阜弁、名古屋弁。

## 出演
太字はメインキャラクター。

### テレビアニメ
1999年
- ∀ガンダム（ヤーニ・オビュス）
- Bビーダマン爆外伝V（おかっぴきボン）

2000年
- 最遊記シリーズ（2000年 - 2003年、飛三男、芸達者な妖怪、ナレーション） - 2シリーズ

2001年
- チャンス〜トライアングルセッション〜（プロデューサー）

2002年
- アクエリアンエイジ Sign for Evolution（カメラマン、定村）

2003年
- キノの旅 -the Beautiful World-（フィアンセ）
- 探偵学園Q（2003年 - 2004年、木崎正雄、霧島想七太）
- NARUTO -ナルト-（赤胴ヨロイ〈初代〉）
- ふぉうちゅんドッグす（アイリ）

2004年
- SDガンダムフォース（ロック）
- DearS（過去のミゥの主人）
- 火の鳥（ロック）
- BLEACH（西堂榮吉郎）
- モンキーパンチ漫画活動大写真

2005年
- アイシールド21（金剛阿含）
- CLUSTER EDGE（レニエル家親族）
- BLOOD+（スペンサー）
- 焼きたて!!ジャぱん（S・H・ホコー）
- 雪の女王（2005年 - 2006年、家来、医者）

2006年
- サルゲッチュ 〜オンエアー〜（ピポトロンクラック）
- スーパーロボット大戦OG -ディバイン・ウォーズ-（ロバート・H・オオミヤ）

2007年
- DARKER THAN BLACK -黒の契約者-（雨霧）
- DEATH NOTE（アイバー）

2008年
- 古代王者 恐竜キング Dキッズ・アドベンチャー 翼竜伝説（ラシード）
- ゴルゴ13（リッキー）
- 無限の住人（巻百合）

2009年
- ご姉弟物語（星野一郎）
- こんにちは アン 〜Before Green Gables（マクドゥガル、鉄道員）
- 続 夏目友人帳（磯月のネズミ）
- ねぎぼうずのあさたろう（だいこんのしろ吉）

2010年
- 心霊探偵 八雲（高岡先生）
- スーパーロボット大戦OG -ジ・インスペクター-（ロバート・H・オオミヤ）
- 世紀末オカルト学院（サブリーダー）
- テガミバチ（ジョーイ）

2011年
- 神様ドォルズ（空張恭助）
- GOSICK -ゴシック-（久城泰博）
- NARUTO -ナルト- 疾風伝（2011年 - 2016年、サダイ、御屋城エン）
- ブレイド（ジャラール）

2012年
- エウレカセブンAO（ガゼル）
- エリアの騎士（桜井一青監督）
- キングダム（2012年 - 2021年、李白） - 2シリーズ
- ソードアート・オンライン（シグルド）
- デュエル・マスターズ ビクトリーV（2012年 - 2013年、オサムライ・ヴァン・オサム）
- 名探偵コナン（2012年 - 2019年、砂田尚樹、池尻史人、稲村幸四郎）
- ONE PIECE エピソードオブルフィ 〜ハンドアイランドの冒険〜（ヘジス）

2013年
- ささみさん@がんばらない（スサノヲ）

2014年
- アオハライド（医師）
- ジョジョの奇妙な冒険 スターダストクルセイダース（J・ガイル）
- 天体のメソッド（医師）
- ディスク・ウォーズ:アベンジャーズ（セイバートゥース）
- ワールドトリガー（2014年 - 2021年、城戸正宗） - 3シリーズ

2015年
- GANGSTA.（イヴァン・グラジエフ）
- GATE 自衛隊 彼の地にて、斯く戦えり（駒門英世）
- 血界戦線（キャスター / ノモナイ）

2016年
- エンドライド（アーロン）
- OZMAFIA!!（シーザー）
- 金田一少年の事件簿R（亀井保）
- デュエル・マスターズ VSRF（VANオハム）
- ドラゴンボール超（ホンモノマシーンマーク2）
- 美少女戦士セーラームーンCrystal Season III（土萠創一 / ゲルマトイド）
- ルパン三世 PART IV（フランコ）

2017年
- CHAOS;CHILD（神成岳志）
- 正解するカド（言野匠）
- ONE PIECE（2017年 - 2024年、シャーロット・クラッカー、酒場の男〈ミホークのファン〉）
- 時間の支配者（藤林）
- 遊☆戯☆王VRAINS（2017年 - 2019年、ドクター・ゲノム）

2018年
- バジリスク 〜桜花忍法帖〜（草薙一馬）
- オーバーロード シリーズ（2018年 - 2022年、エリアス・ブラント・デイル・レエブン） - 3シリーズ
- レイトン ミステリー探偵社 〜カトリーのナゾトキファイル〜（アンディ・マーチン）
- ゲゲゲの鬼太郎（第6作）（雨山）
- 銀河英雄伝説 Die Neue These 邂逅（チェン）
- ゾイドワイルド（2018年 - 2019年、イカヅチ、次回予告、クロアメ）
- 京都寺町三条のホームズ（倉科洋平）
- ルパン三世 PART5（ツェン大佐）

2019年
- 魔法少女特殊戦あすか（牧野晃教）
- FAIRY TAIL（ベルセリオン）
- GRANBLUE FANTASY The Animation Season 2（執務官）
- PSYCHO-PASS サイコパス 3（ヴィクトル・ザハリアス）

2020年
- テイルズ オブ クレストリア -咎ヲ背負いて彼は発つ-
- 池袋ウエストゲートパーク（関谷善爾）
- アサルトリリィ BOUQUET（楓の父）

2021年
- 蜘蛛ですが、なにか?（魔族軍「第一軍軍団長」アーグナー）
- 闘神機ジーズフレーム（カルロス・グレコ・ペレス・ガルシア）
- ルパン三世 PART6（アンドレ・アンダースン）

2022年
- ブラック★★ロックシューター DAWN FALL（大佐〈デイヴィッド〉 ）
- 境界戦機（ネイサン・グッドマン）

2023年
- テクノロイド オーバーマインド（芝浦白秋）
- ニンジャラ（ハリー）

2024年
- 薬屋のひとりごと（2024年 - 2025年、羅漢） - 2シリーズ
- グレンダイザーU（宇門源蔵）

### 劇場アニメ
2002年
- 劇場版∀ガンダムI 地球光（ヤーニ・オビュス）

2008年
- 真救世主伝説 北斗の拳ZERO ケンシロウ伝（シン）

2009年
- サマーウォーズ（陣内理一）

2010年
- おまえ うまそうだな（ゴンザ）

2014年
- 聖闘士星矢 Legend of Sanctuary（魚座のアフロディーテ）

2015年
- 氷川丸ものがたり（平山源三）

2017年
- 虐殺器官（ルーシャス）

2018年
- ドラゴンボール超 ブロリー（ビーツ）

2019年
- 劇場版シティーハンター 〈新宿プライベート・アイズ〉（下山田誠）

2023年
- 劇場版シティーハンター 天使の涙（下山田誠）

### OVA
2002年
- 戦闘妖精雪風（リチャード・バーガディッシュ少尉）

2006年
- FREEDOM（タイラ）

2007年
- 真救世主伝説 北斗の拳 ユリア伝（シン）

2010年
- DARKER THAN BLACK -黒の契約者- 外伝（雨霧）

2011年
- 戦場のヴァルキュリア3 誰がための銃瘡（グスルグ）

2013年
- 最遊記外伝 特別篇 香花の章（幽杏）

2014年
- 今際の国のアリス ※コミックス第13巻DVD付き限定版

### Webアニメ
- DEVILMAN crybaby（2018年、不動礼次郎）
- 無限の住人-IMMORTAL-（2019年、惣八）
- スプリガン（2022年、ハミングバッド）
- Fate/Grand Order 藤丸立香はわからない（2022年、オデュッセウス）

### ゲーム
2005年
- アーマード・コア ラストレイヴン（エヴァンジェ、G・ファウスト）
- コロッケ!DS 天空の勇者たち（XO）

2006年
- ACE COMBAT ZERO THE BELKAN WAR（ラリー・フォルク）
- 龍が如く2

2007年
- ACE COMBAT 6 解放への戦火（クォックス隊員A）

2009年
- マーベリック・スパイ -秘密の島のスパイたち-（リチャード・エドワード・ロレンス）
- 龍が如く3

2010年
- テイルズ オブ ファンタジア なりきりダンジョンX（バジル）
- トリニティ ジルオール ゼロ（アレウス）

2011年
- 真・三國無双6（諸葛誕）
- 戦場のヴァルキュリア3 -Unrecorded Chronicles-（グスルグ）
- ドラゴンボールヒーローズ（2011年 - 2019年、ゼエウン、ビーツ） - 6作品
- TROY無双（ヘクトル）
- 無双OROCHI2（諸葛誕）

2012年
- バイナリードメイン（チャールズ・グレゴリー）
- イース セルセタの樹海（レファンス）
- シャイニング・ブレイド（バルドル）
- 真・北斗無双（ハン、黒夜叉）
- 心霊カメラ 〜憑いてる手帳〜
- スーパーロボット大戦OGサーガ 魔装機神II REVELATION OF EVIL GOD（ギド・ゼーホーファー）
- リズム怪盗R 皇帝ナポレオンの遺産（ダリウス）
- 龍が如く5 夢、叶えし者（高坂誠司）
- 無双OROCHI2 Hyper（諸葛誕）

2013年
- OZMAFIA!!（シーザー）
- 月影の鎖 -狂爛モラトリアム-（深海尊人）
- 月影の鎖 -錯乱パラノイア-（深海尊人）
- ジョジョの奇妙な冒険 オールスターバトル（ホワイトスネイク / C-MOON）
- 真・三國無双7（諸葛誕）
- 真・三國無双7 猛将伝（諸葛誕）
- スーパーロボット大戦OGサーガ 魔装機神III PRIDE OF JUSTICE（ギド・ゼーホーファー）
- ドラゴンボールヒーローズ アルティメットミッション（ゼエウン）

2014年
- CHAOS;CHILD（神成岳志）
- カオス ヒーローズ オンライン（ガトガチャ、デュラハン）
- ACE COMBAT INFINITY（グッドフェロー）
- スーパーロボット大戦OGサーガ 魔装機神F COFFIN OF THE END（ギド・ゼーホーファー）
- 無双OROCHI2 Ultimate（諸葛誕）

2015年
- ジョジョの奇妙な冒険 アイズオブヘブン（J・ガイル）
- ファークライ4（ポール“デプルール”ハーモン）
- OZMAFIA!! -vivace-（シーザー）
- 絶対迷宮 秘密のおやゆび姫（ツバメの騎士ジークヴァルト / 黒騎士）
- ドラゴンボール ゼノバース（ラーズベリ）

2016年
- ドラゴンボール ゼノバース2（ラーズベリ）

2017年
- 蒼き革命のヴァルキュリア（レオニード・スミノフ）
- スーパーロボット大戦V（叢雲総司）
- グランブルーファンタジー（アーマ）
- 龍が如く 極2

2018年
- 真・三國無双8（諸葛誕）
- JUDGE EYES:死神の遺言（新谷正道）
- 戦場のヴァルキュリア4（ブライアン・ハドック）
- 無双OROCHI 3（諸葛誕）

2019年
- スーパーロボット大戦T（叢雲総司）
- スーパードラゴンボールヒーローズ ワールドミッション（ゼエウン）
- 北斗の拳 LEGENDS ReVIVE（2019年 - 2023年、シン、フォックス）
- OVERHIT（ゴードン）
- ONE PIECE トレジャークルーズ（シャーロット・クラッカー）

2020年
- Fate/Grand Order（2020年 - 2025年、オデュッセウス / サバージオス）
- ジョジョのピタパタポップ（J・ガイル）
- テイルズ オブ クレストリア（コーディ・ヒューガ）
- ONE PIECE 海賊無双4（シャーロット・クラッカー） - DLC追加キャラクター
- 共闘ことばRPG コトダマン（シン）

2021年
- ロンドン迷宮譚（アバーライン）
- ラクガキ キングダム（グラエル）

2022年
- ジョジョの奇妙な冒険 オールスターバトルR（ハングドマン）
- Fit Boxing 北斗の拳 〜お前はもう痩せている〜（シン）

2023年
- BLUE PROTOCOL（リュゲリオ）

### ドラマCD
- 家族ゲーム（遊佐征爾）
- G線上の猫2（理也の父）
- スターオーシャン Till the End of Time Vol.1 新しき風の凱歌（ジェイナス）
- 天使禁猟区（廃竜）
- 殿といっしょ2（徳川家康）
- 恋情のキズあと（貴臣の父）
- ファイアーエムブレム Echoes もうひとりの英雄王 ドラマCD 異国の空 黎明の森（マグヌス）

### ラジオドラマ
- 義風堂々!!直江兼続 -前田慶次月語り-『キャイ〜ンのおのれっ、この・・・傾奇者がぁ〜!!』（直江兼続）
- G-SAVIOUR（パオロ）
- NISSAN あ、安部礼司〜BEYOND THE AVERAGE（久留間翼）

### 吹き替え

#### 担当俳優
アレクサンダー・スカルスガルド
- ザ・スタンド（ランドル・フラッグ）
- ビカミング・ア・ゴッド（トラヴィス・スタッブス）
- ビッグ・リトル・ライズ（ペリー・ライト）
- ホールド・ザ・ダーク そこにある闇（バーノン・スローン）

アレッサンドロ・ニヴォラ
- アイズ（ポール・フォークナー医師）
- GOAL!（ガヴァン・ハリス）
- GOAL!2（ガヴァン・ハリス）

アンソニー・マッキー
- 崖っぷちの男（マイク・アッカーマン）
- ブラック・ミラー シーズン5 #1（ダニー）
- ミリオンダラー・ベイビー（ショーレル・ベリー）※テレビ東京版

アンディ・ラウ
- アンディ・ラウの餓狼烈伝（カーウァ）
- アンディ・ラウの九龍帝王（サッイー）※DVD版
- アンディ・ラウの獄中龍（ホー）
- アンディ・ラウのセンチュリー・オブ・ザ・ドラゴン（フェイロン）
- アンディ・ラウの野獣戦線（ジョー）

ジェームズ・フランコ
- 告発のとき（ダン・カーネリー軍曹）
- スプリング・ブレイカーズ（エイリアン）
- スリープ・ウィズ・ヴァンパイア（セオ）

セス・グリーン
- アイドル・ハンズ（ミック）
- エネミー・オブ・アメリカ（セルビー）※フジテレビ版
- ラットレース（ドゥエイン・コディ）

ソ・ジソブ
- ある会社員（チ・ヒョンド）
- 王の運命 -歴史を変えた八日間-（イ・サン）
- カインとアベル（イ・チョイン）
- ごめん、愛してる（チャ・ムヒョク）
- 主君の太陽（チュ・ジュンウォン）
- ただ君だけ（チャン・チョルミン）
- 盗られてたまるか（チェ・ガンジョ）
- Be With You 〜いま、会いにゆきます（ウジン）
- ファントム（キム・ウヒョン）
- ロードナンバーワン（イ・ジャンウ）

デイヴィッド・アンダース
- iゾンビ（ブレイン・デビアス）
- エイリアス（ジュリアン・サーク）
- HEROES/ヒーローズ（ケンセイ・タケゾウ / アダム・モンロー）

トビー・ケベル
- ザ・イースト（ドク）
- プリンス・オブ・ペルシャ/時間の砂（ガーシヴ王子）
- 魔法使いの弟子（ドレイク・ストーン）

パトリック・ウィルソン
- トレイン・ミッション（アレックス・マーフィー）
- パッセンジャーズ（エリック・クラーク）
- リトル・チルドレン（ブラッド・アダムソン）

ヒョンビン
- 愛してる、愛してない（彼）
- アイルランド（カン・グク）
- 王宮の夜鬼（イ・チョン）
- 王の涙 -イ・サンの決断-（イ・サン）
- コンフィデンシャル/共助（チョルリョン）
- シークレット・ガーデン（キム・ジュウォン）
- 百万長者の初恋（カン・ジェギョン）
- ふたつの恋と砂時計（ヒョンジュン）
- 雪の女王（ハン・テウン / ハン・ドック）
- 私の名前はキム・サムスン（ヒョン・ジノン）

ブラッドリー・クーパー
- アメリカン・スナイパー（クリス・カイル）
- アメリカン・ハッスル（リッチー・ディマーソ）
- アリー/ スター誕生（ジャクソン・メイン）
- ウォー・ドッグス（ヘンリー・ジラード）
- ジョイ（ニール・ウォーカー）
- 世界にひとつのプレイブック（パット・ソリータ）
- セリーナ 炎の女（ジョージ・ペンバートン）
- 運び屋（コリン・ベイツ捜査官）※ソフト版
- ハングオーバー!シリーズ（フィル・ウィネック）
  - ハングオーバー! 消えた花ムコと史上最悪の二日酔い
  - ハングオーバー!! 史上最悪の二日酔い、国境を越える
  - ハングオーバー!!! 最後の反省会

- ブルー きみは大丈夫（アイス）
- プレイス・ビヨンド・ザ・パインズ/宿命（アヴェリー・クロス）
- マエストロ: その音楽と愛と（レナード・バーンスタイン）
- リミットレス（エドワード・“エディ”・モーラ）

ベン・フォスター
- ウォークラフト（メディヴ）
- 30デイズ・ナイト（謎の男）
- 3時10分、決断のとき（チャーリー・プリンス）
- セインツ -約束の果て-（パトリック・ウィーラー）
- ハード・ラッシュ（セバスチャン・アブニー）

マイケル・C・ホール
- キル・ユア・ダーリン（デヴィッド・カマラー）
- 月影の下で（ホルト）
- ザ・クラウン（ジョン・F・ケネディ）
- デクスター 〜警察官は殺人鬼（デクスター・モーガン）

ロバート・ダウニー・Jr
- アイアンマン（トニー・スターク / アイアンマン）※機内上映版
- チャーリー・バートレットの男子トイレ相談室（ネイサン・ガードナー校長）
- トロピック・サンダー/史上最低の作戦（カーク・ラザラス）

ロブ・ロウ
- ウソから始まる恋と仕事の成功術（ブラッド・ケスラー）
- コード・ブラック 生と死の間で（イーサン・ウィリス）
- JUSTICE/必殺（ウィリアム・コンロイ）
- ミッドナイト・キャブ（ミッチ・ローレンス）

#### 映画（吹き替え）
- アイ・アム・レジェンド（テレビの中のシュレックのドンキー）※テレビ朝日版
- アイアンマン3（エリック・サヴィン〈ジェームズ・バッジ・デール〉）
- アイス・ハーヴェスト 氷の収穫（チャーリー〈ジョン・キューザック〉）
- 愛の妖精 アニーベル（アンジェロ）※ソフト版
- アイム・ユア・ウーマン（ホワイト・マイク〈ジェームズ・マクメナミン〉）
- アシュラ（ハン・ドギョン〈チョン・ウソン〉）
- アダルト♂スクール（スパニッシュ〈リック・ゴンザレス〉）
- アナコンダ4（ジャクソン〈リンデン・アシュビー〉）
- あの頃ペニー・レインと（ディック・ロスウェル〈ノア・テイラー〉）
- あのころ僕らは（ブラッド〈スコット・ブルーム〉）
- あの日の指輪を待つきみへ（若き日のジャック〈グレゴリー・スミス〉）
- アンナとロッテ（マルティン・グロザリ）
- アビエイター（ジョニー・メイヤー〈アダム・スコット〉）
- アラトリステ（グアダルメディーナ伯爵〈エドゥアルド・ノリエガ〉）
- アンディ・ガルシア 沈黙の行方（トロイ・パステルナク〈ブレンダン・フレッチャー〉）
- アン・ハサウェイ/裸の天使（ヘクトル〈フレディ・ロドリゲス〉）
- イングリッシュ・ペイシェント（デヴィッド・カラヴァッジョ〈ウィレム・デフォー〉）※Netflix版
- インサイド・マン2（レミー〈アムル・アミーン〉）
- インディ・ジョーンズ/クリスタル・スカルの王国（アントニン・ドフチェンコ〈イゴール・ジジキン〉）
- イントゥ・ザ・ブルー（プリモ〈タイソン・ベックフォード〉）
- インビジブル・ターゲット（ヨンサン〈ウー・ジン〉）
- ヴィレッジ（ノア・パーシー〈エイドリアン・ブロディ〉）※日本テレビ版
- ウィンター・ソング（リン・ジェントン〈金城武〉）
- ウインドトーカーズ（ハリガン〈ブライアン・ヴァン・ホルト〉）※テレビ朝日版
- ヴェノムシリーズ
  - ヴェノム（ダン〈リード・スコット〉[62]）
  - ヴェノム:レット・ゼア・ビー・カーネイジ（ダン〈リード・スコット〉[63]）
  - ヴェノム:ザ・ラストダンス[64]
- ウェルカム!ヘヴン（ジャック・ダヴェンポート〈ガエル・ガルシア・ベルナル〉）
- 運命のボタン（アーサー・ルイス〈ジェームズ・マースデン〉）
- 8 Mile（DJ・イズ）
- エイリアンVSプレデター（トーマス）
- エクストラクション（ドレイク・チヴ〈ジョシュア・マイケル〉）
- エネミー・ウォー（エンリコ・シルヴェストリ中尉〈ニコラス・ケイジ〉）※DVD版
- エリン・ブロコビッチ（スコット）※テレビ朝日版
- エンツォ レーサーになりたかった犬とある家族の物語（デニー〈マイロ・ヴィンティミリア〉）
- エンプレス/運命の戦い（胡覇〈グオ・シャオドン〉）
- オーシャンズシリーズ（ライナス・コールドウェル〈マット・デイモン〉）
  - オーシャンズ11 ※フジテレビ版
  - オーシャンズ12 ※日本テレビ版
  - オーシャンズ13 ※フジテレビ版
- オータム・イン・ニューヨーク（ネット）
- オープン・ウォーター2（ザック）
- 俺たちチアリーダー!（リック）
- 俺たちニュースキャスター（フランク・ヴィチャード〈ルーク・ウィルソン〉）
- 快盗ブラック・タイガー（ガムヂョン警部）
- カクタス・ジャック（ムド）
- かぞくはじめました（ピーター・ノヴァク〈ヘイズ・マッカーサー〉）
- カポーティ（ペリー・スミス〈クリフトン・コリンズ・Jr〉）
- ガンシャイ（フィデル・ヴァイラー〈ホセ・ズニーガ〉）
- 完全犯罪クラブ（リチャード・ヘイウッド〈ライアン・ゴズリング〉）
- CUBE ZERO（エリック・ウィン〈ザカリー・ベネット〉）
- キラーズ・コード（雷敬華 / ロイ・ゲンワ〈イーキン・チェン〉）
- 疑惑のチャンピオン（デヴィッド・ウォルシュ〈クリス・オダウド〉）
- キング・アーサー（ヴォーティガン〈ジュード・ロウ〉）
- キングスマン（ランスロット〈ジャック・ダヴェンポート〉）
- クラッシュ（ピーター・ウォーターズ〈ラレンズ・テイト〉）
- グラディエーター（キケロ〈トミー・フラナガン〉）※テレビ朝日版
- グリンチ ※劇場公開版
- グレイテスト・ゲーム（ジョン・マクダーモット）
- クレイドル・ウィル・ロック（ジョン・ハウスマン〈ケイリー・エルウィス〉）
- クローサー（シウマ）※テレビ東京版
- クローバーフィールド・パラドックス
- グローリー・デイズ/旅立ちの日（ロブ〈サム・ロックウェル〉）
- 敬愛なるベートーヴェン（マルティン・バウアー〈マシュー・グード〉）
- 撃鉄2 -クリティカル・リミット-（ジェームス〈ジョン・パイパー＝ファーガソン〉）
- 拳神 KENSHIN（ジャズ）
- ゴージャス（ロンイー〈リッチー・レン〉）※パイオニアLDC版
- ゴースト・バディーズ/小さな5匹の大冒険（ウォーウィック〈ハーランド・ウィリアムズ〉）
- ゴーストマンション（ジェフ・メイソン）
- ゴールデンボーイ（トッド・ボーデン〈ブラッド・レンフロ〉）
- 恋するための3つのルール（ルイス捜査官）
- 恋する履歴書（デヴィッド〈ロドリゴ・サントロ〉）
- コックと泥棒、その妻と愛人（ミッチェル〈ティム・ロス〉）
- ゴッドファーザー（カルロ・リッジ〈ジャンニ・ルッソ〉）※コッポラ・リストレーション版
- コモドVSキングコブラ
- コヨーテ・アグリー
- コレリ大尉のマンドリン
- コンフェッション（チャッキー）
- サハラ 死の砂漠を脱出せよ（アル・ジョルディーノ〈スティーヴ・ザーン〉）※ソフト版
- サハラに舞う羽根（ウィリアム・トレンチ〈マイケル・シーン〉）※ソフト版
- ザ・ブルー（ディエゴ）
- サベイランス -監視-（ラリー・バンクス）
- サム・ガール（チャド〈ジェレミー・シスト〉）
- サロゲート -危険な誘い-（マイク・ミッチェル〈テオ・ロッシ〉）
- シークレット・オブ・アメリカ（ランダル・ギャレット）
- しあわせの灯る場所（カルヴィン・キャンベル〈クリストファー・ポラーハ〉）
- ジェイ&サイレント・ボブ 帝国への逆襲（チャカ・ルーサー・キング〈クリス・ロック〉）※ソフト版
- ジェイン・オースティンの読書会（ディーン〈マーク・ブルカス〉）
- ジェシカ・アルバ ヘブンズ・ベール 〜死のバイブル〜（ニック〈リード・スコット〉）
- ジェシカおばさんの事件簿/遺言に隠された謎（チャールス・マカーファティ）
- シックス・センス ※ソフト版
- 60セカンズ（キップ〈ジョヴァンニ・リビシ〉）※日本テレビ版
- シッピング・ニュース（ナッツビーム〈リス・エヴァンス〉）
- シビル・アクション（ボビー・パスケレラ〈ポール・ベン＝ヴィクター〉）
- ジャッキー・コーガン（ラッセル〈ベン・メンデルソーン〉）
- Shall We Dance?（スコティ〈ニック・キャノン〉）※日本テレビ版
- ジュラシック・パークIII（マーク・デグラー〈テイラー・ニコルズ〉）
- SHRIEK 最低絶叫計画!?（スラブ〈サイモン・レックス〉）
- 処刑人 アナザーバレット（マーク・スチュワード）
- ジョジョ・ラビット（クレンツェンドルフ大尉〈サム・ロックウェル〉[65]）
- JOLT/ジョルト（ジャスティン〈ジェイ・コートニー〉）
- シリアナ（ナシール・アル・スバーイ王子〈アレクサンダー・シディグ〉）
- シリアル・ラヴァー（ピノ）
- 新世紀Mr.Boo! ホイさま カミさま ホトケさま（サム〈ルイス・クー〉）
- 親切なクムジャさん（トンファの父〈チェ・ジョンウ〉、拉致犯1〈ソン・ガンホ〉、売春組織の元締め〈ハン・ジェドク〉）
- スカイライン -征服-（ジャロッド〈エリック・バルフォー〉）
- スコーピオン・キング（プリンス・タクメット〈ピーター・ファシネリ〉）※日本テレビ版
- スターにアイ・ラブ・ユー（アラン・スミス）
- スチュアート・リトル（モンティ〈スティーヴ・ザーン〉）※テレビ朝日版
- ストランデッド（ハーバート）
- スパイダーウィックの謎（リチャード・グレース〈アンドリュー・マッカーシー〉）
- スピード・レーサー（ディテクター警部〈ベンノ・フユルマン〉）
- すべてはその朝始まった（ウィンストン〈RZA〉）
- スラップ・ショット2（パームバーグ）
- スリー・キングス ※フジテレビ版
- 300 〈スリーハンドレッド〉（ステリオス〈マイケル・ファスベンダー〉）
- スローター/死霊の生贄（イギー）
- S.W.A.T.（ブライアン・ギャンブル〈ジェレミー・レナー〉[66]）※日本テレビ版
- セイフ ヘイヴン（ケヴィン・ティアニー〈デヴィッド・ライオンズ〉）
- セルラー（ライアン〈クリス・エヴァンス〉）※ソフト版
- セレニティー（マル船長〈ネイサン・フィリオン〉）
- センター・オブ・ジ・アース ワールド・エンド（ジョー〈グレッグ・エヴィガン〉）
- 洗脳（UV、アレン・クラーク〈イーサン・エンブリー〉）
- 千年医師物語〜ペルシアの彼方へ〜（シャー〈オリヴィエ・マルティネス〉）
- ソウ ザ・ファイナル 3D（マット・ギブソン〈チャド・ドネラ〉）
- タイタニック（ハロルド・ブライド）※フジテレビ版
- 大統領の執事の涙（リチャード・ニクソン〈ジョン・キューザック〉）※ソフト版
- TAXI NY（アンディ・ウォッシュバーン〈ジミー・ファロン〉）※ソフト版
- 007 スペクター（C〈アンドリュー・スコット〉）
- ダンジョンズ&ドラゴンズ/アウトローたちの誇り[67]
- チェイス・ヴァニッシャー（ポレン〈クリスチャン・スレーター〉）
- 父親たちの星条旗（マイク・ストランク〈バリー・ペッパー〉）
- 沈黙のSHINGEKI/進撃（ジャック・ダニエル〈ジョージ・イーズ〉）
- 沈黙の達人（チェン・マン〈ルイス・ファン〉）
- 沈黙の鎮魂歌（ステファン〈ドミトリー・チェポヴェツキー〉）
- 沈黙の追撃（ルイス〈スティーヴン・ダコスタ〉）
- 沈黙の傭兵（ジョン・ドレシャム〈ルーク・ゴス〉）
- T2 トレインスポッティング（ベグビー〈ロバート・カーライル〉）
- ディープブルー・ライジング（デヴィッド〈エドワード・デルイター〉）
- ディープ・ライジング（ロイ）
- ディケンズのニコラス・ニクルビー（フランク・チアリブル）
- テキサス・レンジャーズ（サム・ウォルターズ）
- デス・フロント（ブラムウェル・ジェニングス大尉〈ローレンス・フォックス〉）
- デッド・インパクト 処刑捜査（ライアン〈グレッグ・セラーノ〉）
- デッドベイビーズ（クエンティン〈ポール・ベタニー〉）
- デッドロック（ジーザス・“チューイ”・カンポス〈ジョン・セダ〉）
- デトネーター（ディミトル・イリンカ）※テレビ東京版
- テネイシャスD 運命のピックをさがせ!（リー）
- デビル・インサイド（ベン〈サイモン・クォーターマン〉）
- デュークス・オブ・ハザード（ボー・デューク〈ショーン・ウィリアム・スコット〉）
- DENGEKI 電撃 ※日本テレビ版
- デンジャラス・ビューティー（エリック・マシューズ〈ベンジャミン・ブラット〉）※日本テレビ版
- 特捜部Q Pからのメッセージ（ヨハネス〈ポール・スヴェーレ・ハーゲン〉）
- ドクター・スリープ（クロウ・ダディ〈ザーン・マクラーノン〉[68]）
- ドグマ（ルーファス〈クリス・ロック〉）
- トップガン（アイスマン〈ヴァル・キルマー〉）※日本テレビ版
- 扉をたたく人（タレク・ハリル〈ハーズ・スレイマン〉）
- ドラキュラ（ジャック・セワード〈リチャード・E・グラント〉）※新ソフト版
- トランザム7000 PART3（パーヴィス・R・ベートーヴェン）
- トランスフォーマー（刑事、管制塔の声）
- トリプルX ネクスト・レベル（カイル・スティール〈スコット・スピードマン〉[69]）※テレビ朝日版
- トルク（バーンズ保安官）
- トロイ
- トロン: レガシー（キャスター / ズース〈マイケル・シーン〉）
- 泣く男（チャオズ〈ブライアン・ティー〉）
- ナンシー・ドリューと秘密の階段（カーソン）
- ニューイヤーズ・イブ（サム・エイハーン・ジュニア〈ジョシュ・デュアメル〉）
- ニューオーリンズ・トライアル（ニコラス・イースター〈ジョン・キューザック〉）※機内上映版
- ニューヨークの恋人（チャーリー・マッケイ〈ブレッキン・メイヤー〉）※ソフト版
- バーティカル・リミット（ピーター・ギャレット〈クリス・オドネル〉）※テレビ朝日版
- バートン・フィンク（バートン・フィンク〈ジョン・タトゥーロ〉）※DVD版
- バーバーショップ（ジミー・ジェームズ〈ショーン・パトリック・トーマス〉）
- バーバーショップ3 リニューアル!（ジミー・ジェームズ）
- パーフェクト・トラップ（アーキン・オブライエン〈ジョシュ・スチュワート〉）
- パーマネント ミッドナイト（ジェリー・スタール〈ベン・スティラー〉）
- パール・ハーバー（レイフ・マコーレー〈ベン・アフレック〉）※テレビ朝日版
- バイカーボーイズ（キッド〈デレク・ルーク〉）
- ハイスクール・ジャック 怒りの教室（レスター・デューイット〈アッシャー〉）
- ハイヒール・エンジェル（ダニー〈ダニー・ダイア〉）
- ハウエルズ家のちょっとおかしなお葬式（ハワード〈アンディ・ナイマン〉）
- ハウス・オブ・グッチ（パオロ・グッチ〈ジャレッド・レト〉[70]）
- パウロ 愛と赦しの物語（マウリティウス〈オリヴィエ・マルティネス〉）
- ハサミを持って突っ走る（ニール・ブックマン〈ジョセフ・ファインズ〉）
- ハッカビーズ（トミー・コーン〈マーク・ウォールバーグ〉）
- ハニーVS.ダーリン 2年目の駆け引き（ルーパス・グロボウスキー〈コール・ハウザー〉）
- パニック・フライト（キーフのボディガード〈コルビー・ドナルドソン〉）
- ハリー・ポッターと炎のゴブレット（バーテミウス・クラウチ・ジュニア〈デイヴィッド・テナント〉[71]）
- ハングオーバー・ゲーム（ブラッドリー〈ロス・ネイサン〉）
- ハンテッド（ボビー・モレット〈ホセ・ズニーガ〉）※テレビ東京版
- 美女&野獣（野獣〈ヴィクター・パラスコス〉）
- 陽だまりのグラウンド（ティッキー・トビン〈ジョン・ホークス〉）
- 人質奪還 アラブテロVSアメリカ特殊部隊（タルボット〈スコット・アドキンス〉）
- ヒルズ・ハブ・アイズ（ダグ・ブコウスキー〈アーロン・スタンフォード〉）
- ファイアー・ストーム（ケイレブ〈カーク・キャメロン〉）
- ファイナル・ガールズ 惨劇のシナリオ（カート〈アダム・ディヴァイン〉）
- フォー・ブラザーズ/狼たちの誓い（ボビー・マーサー〈マーク・ウォールバーグ〉）
- ブラインドネス（泥棒〈ドン・マッケラー〉）
- ブラック・リバー（ボー・エイケンズ〈ジェイ・モーア〉）
- ブラッド・エンジェル（クイン〈デヴォン・サワ〉）
- フリーウェイ（ラリー）
- フリーダム・ライターズ（スコット・ケーシー〈パトリック・デンプシー〉）
- ブルドッグ（デメトリウス・ヒックス〈ラレンズ・テイト〉）※ソフト版
- ブレードランナー 2049（ニアンダー・ウォレス〈ジャレッド・レト〉[72]）
- ブレイド2（スノーマン〈ドニー・イェン〉）※テレビ東京版
- ブレイド3（ハンニバル・キング〈ライアン・レイノルズ〉）※テレビ東京版
- プレデター（ホルヘ・“ポンチョ”・ラミレス〈リチャード・チャベス〉）※フジテレビ版追加収録部分
- フレンチ・ラン（ヴィクター・ガミュー〈ジョゼ・ガルシア〉）
- ブロークン・イングリッシュ（ジュリアン〈メルヴィル・プポー〉）
- ブロンド・ライフ（ピート・スカンロン〈エドワード・バーンズ〉）
- ペインキラー・ジェーン（ニック〈エリック・デイン〉）
- ヘラクレス（エウリュステウス〈ジョセフ・ファインズ〉[73]）
- ヘリオス 赤い諜報戦（シウ教授〈ジャッキー・チュン〉）
- ベルベット・レイン（レフティ〈ジャッキー・チュン〉）
- ベルリンファイル（ピョ・ジョンソン〈ハ・ジョンウ〉）
- ヘンゼル & グレーテル（ヘンゼル〈ジェレミー・レナー〉）
- ボアVSパイソン（ブロディック）
- 炎の戦線エル・アラメイン（スパーニャ〈ルチアーノ・スカルパ〉）
- ボン・ヴォヤージュ 運命の36時間（ティエリー・アルペル）
- ボン・ボヤージュ〜家族旅行は大暴走〜（トム〈ジョゼ・ガルシア〉）
- マイケルとトミーの無人島日記（ダンテ）
- マイ・ハート、マイ・ラブ（キーナン〈ライアン・フィリップ〉）
- マインドハンター（レイフ〈ウィル・ケンプ〉）
- マグナム（スティーヴ・フィッシャー）
- MAMA（ルーカス / ジェフリー〈ニコライ・コスター＝ワルドー〉）
- マン・オン・ザ・ムーン（ボブ・ズムダ〈ポール・ジアマッティ〉）
- ミシェル・ヴァイヨン（スティーブ・ウォーソン）
- ミッション:インポッシブル3（ジョン・マスグレイヴ〈ビリー・クラダップ〉）※劇場公開版
- ミッシング（デヴィッド・ハロウェイ〈キース・ザラバッカ〉、ピーター・チャーニン）※ソフト版
- ミッドウェイ（ウェイド・マクラスキー少佐〈ルーク・エヴァンズ〉[74]）
- メタルヘッド（ヘッシャー〈ジョセフ・ゴードン＝レヴィット〉）
- MIB メン・イン・バカ（ブラッド）
- メン・イン・ブラック2（G）※ソフト版
- 目撃 ※テレビ朝日版
- モッド・スクワッド（ピート・コクラン〈ジョヴァンニ・リビシ〉）
- モンスター上司（ニック・ヘンドリックス〈ジェイソン・ベイトマン〉）
- モンスター上司2（ニック・ヘンドリックス〈ジェイソン・ベイトマン〉）
- YAMAKASI（タンゴ）
- 山猫は眠らない3 決別の照準（クアン刑事〈バイロン・マン〉）※テレビ東京版
- U-571（チャールズ・“タンク”・クレメンス）※ソフト版
- ラヴァーズ&ドラゴン（ガイ〈フランシス・ン〉）
- ライフ（ショウ・ムラカミ〈真田広之〉）
- ラウンダーズ（ワーム〈エドワード・ノートン〉）
- ラスト・キング 王家の血を守りし勇者たち（シェルヴァルド〈ヤーコブ・オフテブロ〉）
- ラストスタンド（ガブリエル・コルテス〈エドゥアルド・ノリエガ〉）
- ラスト・ヒーロー・イン・チャイナ 烈火風雲（ソー〈ディッキー・チョン〉）※DVD版
- 乱気流/タービュランス（ライアン・ウィーバー〈レイ・リオッタ〉）※VOD版
- 乱気流/ファイナル・ミッション（ベンジャミン）※ソフト版
- ランナウェイ・カー（デックス）
- リーサルドーズ（ダニー〈レオ・ビル〉）
- レヴェナント: 蘇えりし者（ジョン・フィッツジェラルド〈トム・ハーディ〉）
- レジェンド・オブ・ドゥーム（ロック〈マット・シュルツ〉）
- レッド・ライト（トム・バックリー〈キリアン・マーフィー〉）
- レディ・プレイヤー1（IOI重役[75]）
- レプティリア（ダンカン・マッケイ）
- レボリューション6（マイク）
- 恋愛ルーキーズ（ロニー〈ベン・スティラー〉）
- ローグ・ワン/スター・ウォーズ・ストーリー（ボーディー・ルック〈リズ・アーメッド〉）
- ロジャー・コーマン デス・レース 2050（ジェド・バーフェクタス）
- ロック・ミー・ハムレット!（オクタビオ〈ジョセフ・ジュリアン・ソリア〉）
- ロバと王女（赤の国の王子〈ジャック・ペラン〉）
- ロビン・フッド（ウィル・スカーレット〈クリスチャン・スレーター〉）※テレビ東京版
- ロミオ+ジュリエット（マキューシオ〈ハロルド・ペリノー・ジュニア〉）※フジテレビ版
- ワイルド・アット・ハート（ボビー〈ウィレム・デフォー〉）
- ワイルドシングス4（シェーン・ヘンドリクス）
- ワイルド・スピード（レオン〈ジョニー・ストロング〉）※テレビ朝日版
- ワナオトコ（アーキン〈ジョシュ・スチュワート〉）
- 悪いことしましョ!（ボブ〈オーランド・ジョーンズ〉）※ソフト版
- ワンス・アンド・フォーエバー（ヘンリー・ヘリック少尉〈マーク・ブルカス〉）※フジテレビ版

#### ドラマ
- アガサ・クリスティー ミス・マープル
  - 書斎の死体（バジル・ブレイク〈ベン・ミラー〉）
  - シタフォードの謎（ジム・ピアソン〈ローレンス・フォックス〉）
- 秋の童話（チェ・ジョンチョル〈キム・ヒョンジョン〉）
- アストリッドとラファエル 文書係の事件録 シーズン4 #1（フランソワ・ガルニエ〈ダミアン・ボワソー〉）
- アンダー・ザ・ドーム（フィル・ブッシー〈ニコラス・ストロング〉）
- アンフォゲッタブル 完全記憶捜査 シーズン1 #4（トム・マーティン）
- ER緊急救命室 シーズン6 - 8（デイブ・マルッチ〈エリク・パラディーノ〉）
- インスティンクト -異常犯罪捜査- シーズン1 #7（ラッセル・ライト）
- ヴァンパイア・ダイアリーズ（デイモン・サルバトーレ〈イアン・サマーホルダー〉）
- WITHOUT A TRACE/FBI 失踪者を追え!（アンワー）
  - シーズン2 #8（ビリー）
  - シーズン3 #11（Dr.ジェイミソン）
- ウェイストランド - NY若者のすべて（ラッセル）
- ウォリアーズ/インポッシブル・ミッション（ジョナサン・エンゲル中尉）
- エージェント・オブ・シールド（ロビー・レイエス / ゴーストライダー〈ガブリエル・ルナ〉）
- NCIS: ニューオーリンズ
  - シーズン2 #2（ライアン・ジャンセン兵曹長）
  - シーズン5（ライアン・ポーター）
- F.B.EYE!! 相棒犬リーと女性捜査官スーの感動!事件簿 #13（ジョー・ハーディング）、#14（フレッド）
- エリザベス1世 〜愛と陰謀の王宮〜（フランシス・ベーコン）
- Lの世界（アンガス・パートリッジ〈ダラス・ロバーツ〉）
- オクニョ 運命の女（チョン・ウチ〈イ・セチャン〉[76]）
- 堕ちた弁護士 -ニック・フォーリン-（ニコラス・フォーリン〈サイモン・ベイカー〉）
- GIRLS/ガールズ（トーマス＝ジョン〈クリス・オダウド〉）
- 奇皇后 〜ふたつの愛 涙の誓い〜（タンギセ〈キム・ジョンヒョン〉）
- 絹の疑惑 - シルク・ストーキング シーズン3 - 4（クリス・ロレンゾ〈ロブ・エステス〉）
- 逆転の女王（ポン・ジュンス〈チョン・ジュノ〉）
- グッド・ワイフ
  - シーズン1 #21（ジェイ・ヴァン・ザント〈ジャスティン・ヘイガン〉）
  - シーズン3 #19（マイク・クレスティーバ〈マシュー・ペリー〉）
- グッド・ファイト（マイク・クレスティーバ〈マシュー・ペリー〉）
- クリミナル・マインド FBI行動分析課
  - シーズン2 #9（ジム・マイヤーズ〈モーリー・スターリング〉）
  - シーズン8 #23（セイン・パークス〈ショーン・マグワイア〉）
  - シーズン9 #23,#24（オーウェン・マグレガー〈マイケル・トルッコ〉）
- GRIMM/グリム
  - シーズン4 #13（ダミアン・バルソ〈ギデオン・エメリー〉）
  - シーズン5 #17 （ジン・アカギ〈マシュー・ヤン・キング〉
- ゲーム・オブ・スローンズ（ジェイミー・ラニスター〈ニコライ・コスター＝ワルドー〉）
- 刑事フォイル それぞれの戦場（バイザー少尉）
- ゴースト 〜天国からのささやき シーズン1 #16（エドワード）
- コールドケース（カーティス・ベル検事補〈ジョナサン・ラパーリア〉、スティーヴ・バーク）
- 恋するアンカーウーマン（チック〈ライダー・ストロング〉）
- ザ・プレイヤー〜究極のゲーム〜 #4（レイ・カペッロ〈カーマイン・ジョヴィナッツォ〉）
- ザ・ホワイトハウス（ウィル・ベイリー〈ジョシュア・マリーナ〉）
- ザ・モーニングショー（コリー・エリソン〈ビリー・クラダップ〉）
- CSI:8 科学捜査班 #5（ザック・ピュートリット〈ジョン・アッシャー〉）
- CSI:ニューヨーク4（ドリュー・ベッドフォード〈カー・スミス〉）
- ジェネラル・ホスピタル
- シックス・フィート・アンダー（ネイト・フィッシャー〈ピーター・クラウス〉）
- 宿敵 因縁のハットフィールド&マッコイ
- 私立探偵ストライク（ウォードル〈キリアン・スコット〉）
- 新チャーリーズ・エンジェル（ローマン・ストーン）
- 新ビバリーヒルズ青春白書（アントニオ）
- SUITS/スーツ（ハーヴィー・スペクター〈ガブリエル・マクト〉）
- スーパーナチュラル（ドクターセクシー）
- SCORPION/スコーピオン
  - シーズン2 #9（バーンズ中尉〈ブラッド・バイアー〉）
  - シーズン3 #22（カッパー〈パトリック・フィッシュラー〉）
  - シーズン4 #20（アナウンサー）
- スタートレック:ディスカバリー（サルー〈ダグ・ジョーンズ〉）
- スパルタカスIII ザ・ファイナル（ユリウス・カエサル〈トッド・ラサンス〉）
- S.W.A.T. シーズン1 #10（ガナー・ケイド〈ギデオン・エメリー〉）
- セサミストリート（カウント伯爵）※大川透の療養に伴う代役
- ダーティ・セクシー・マネー（ニック・ジョージ〈ピーター・クラウス〉）
- ターミネーター:サラ・コナー クロニクルズ（クロマティ〈ギャレット・ディラハント〉）
- タッチング・イーブル〜闇を追う捜査官〜（デイヴィッド・クリーガン〈ジェフリー・ドノヴァン〉）
- ダメージ3（ニック）
- チャームド 〜魔女3姉妹〜 ファイナル・シーズン（サイモン）
- チャーリー・シーンのハーパー★ボーイズ（アラン・ハーパー〈ジョン・クライヤー〉）
- デスパレートな妻たち4（リー）
- ドールハウス Dollhouse
  - シーズン1 #13（グリフ）
  - シーズン2 #1（マーティン・クラー〈ジェイミー・バンバー〉）
- トゥルー・コーリング #15（強盗犯の男）
- ドラゴン&ウォリアー（オドー）
- トランスポーター ザ・シリーズ #7（ライダー）
- ナース・ジャッキー3（ケリー・スレター〈ベンガ・アキナベ〉）
- 西海岸捜査ファイル グレイスランド（デイル・ジェイクス〈ブランドン・ジェイ・マクラレン〉）
- PERSON of INTEREST 犯罪予知ユニット シーズン3 #16（リック・ディリンジャー〈ニール・ジャクソン〉）
- パパにはヒ・ミ・ツ（アンソニー）
- パラダイス牧場（ソ・ユンホ〈チュ・サンウク〉）
- 犯罪捜査官ネイビーファイル（アンソニー・“トニー”・ディノッゾ〈マイケル・ウェザリー〉）
- ビッグバン★セオリー/ギークなボクらの恋愛法則（デイヴ）
- 火の鳥（チャン・セフン〈イ・ソジン〉）
- FARGO/ファーゴ2（ドッド・ゲアハルト〈ジェフリー・ドノヴァン〉）
- ファン・ジニ（ピョク・ケス〈リュ・テジュン〉）
- 4400 未知からの生還者 シーズン2 #9（エドウィン・マユーヤ〈ヒル・ハーパー〉）
- フォーリング スカイズ（ジョン・ポープ〈コリン・カニンガム〉）※シーズン3以降
- ふたりは最高!ダーマ&グレッグ シーズン5 #18（リック・サンダーソン）
- 冬のソナタ（ハン・スンリョン）
- ブラザーズ&シスターズ（ケヴィン・ウォーカー〈マシュー・リース〉）
- ブルース・リー伝説（ブルース・リー〈ダニー・チャン〉）
- ブルックリン74分署（フィル・ルサコフ巡査〈マイケル・デルイーズ〉）
- ペリー・メイスン（ペリー・メイスン〈マシュー・リース〉[77]）
- HOMELAND（ピーター・クイン〈ルパート・フレンド〉） ※シーズン3以降
- BONES（ラス・ブレナン〈ローレン・ディーン〉）
- BONES シーズン8 #17（ウェルズ）
- ボディ・オブ・プルーフ2 死体の証言（エイデン・ウェルズ〈ジェイミー・バンバー〉）
- ホワイトカラー
  - シーズン1 #7（エイドリアン・テュレーン〈マレー・バートレット〉）
  - シーズン2 #13（ジョナス・ガンツ〈ジョセフ・シコラ〉）
  - シーズン5 #12（コンラッド・ワース〈スティーヴン・パスクァール〉）
  - ファイナル・シーズン（マシュー・ケラー〈ロス・マッコール〉）
- MACGYVER/マクガイバー シーズン2 #9（デヴ・シン〈ルイ・オザワ〉）
- 魔術師 MERLIN（エドウィン）
- ミディアム4 霊能者アリソン・デュボア #4（ダレン・スウェンソン〈スティーヴン・カルプ〉）
- 名探偵ポワロ 死者のあやまち（エティエンヌ・ド・スーザ）
- 名探偵モンク（ケビン・ドーフマン）
- メンタリスト
  - シーズン4 #5（ホイット〈ザック・ウォード〉）
  - シーズン6 #20（ジョン・アカルド〈ジョナサン・ラパーリア〉）
- ラコニア号 知られざる戦火の奇跡（ハルテンシュタイン艦長〈ケン・デュケン〉）
- ラスト・スキャンダル（チャン・ドンチョル〈チョン・ジュノ〉）
- ラスベガス（ジェリー・スパイアーズ）
- リンガー 〜2つの顔〜（ヘンリー・バトラー〈クリストファー・ポラーハ〉）
- レボリューション（セバスチャン・“バス”・モンロー将軍〈デヴィッド・ライオンズ〉）
- レリックハンター〜秘宝を探せ〜（ナイジェル・ベイリー〈クリスチャン・アンホルト〉）
- LAW & ORDER（サイラス・ルーポ〈ジェレミー・シスト〉）
- LAW&ORDER:クリミナル・インテント（ケビン・レディック）
- ローマ警察殺人課アウレリオ・ゼン 3つの事件
- LOST（パウロ〈ロドリゴ・サントロ〉）
- 私に嘘をついてみて（ヒョン・ギジュン〈カン・ジファン〉）
- ワンス・アポン・ア・タイム シーズン2（ジェファーソン / 狂った帽子屋〈セバスチャン・スタン〉）

#### アニメ
- カンフー・パンダシリーズ - マスター・カマキリ 役
  - カンフー・パンダ
  - カンフー・パンダ2
  - マスター・ファイブの秘密
- 劇場版 ムーミン 南の海で楽しいバカンス（ホワイトシャドー / ブラックシャドー[78]）
- 少女チャングムの夢
- スター・ウォーズ ドロイドの大冒険（ジャン・トシュ）※DVD版
- バイオハザード: ヴェンデッタ（グレン・アリアス）
- ピーター・パン2 ネバーランドの秘密（エドワード）
- モンスター・ハウス（ボーンズ）
- ラプンツェル ザ・シリーズ（アンドルー）
- ランゴ（エゼキエル）
- レックスはお風呂の王様（ロブスター、プールサイドのおもちゃ）

#### テレビ番組
- サバイバー シーズン1 - 4（ジェフ・プロブスト）
- UFC登竜門 ジ・アルティメット・ファイター シーズン9（ロブ・ブラウニング）
- UFC登竜門 ジ・アルティメット・ファイター ヘビー級バトル（ブレンダン・シャウブ）

### 特撮
- 帰ってきた特命戦隊ゴーバスターズVS動物戦隊ゴーバスターズ（2013年、アザゼルの声）
- 烈車戦隊トッキュウジャー（2014年、ビショップの声[79]）
- 仮面ライダーゴースト（2015年、斧眼魔の声）

### テレビドラマ
- 大河ドラマ（NHK）
  - 徳川慶喜（1998年）
  - 武蔵 MUSASHI（2003年）
- 愛の劇場「天までとどけ7 - 8」（1998年 - 1999年、TBS系） - 向井記者 役
- 万引きGメン・二階堂雪（1998年、TBS系）
- ドラマ30（TBS系）
  - アゲイン〜ラヴ・ソングをもう一度〜（1999年、CBC制作）
  - ひとりじゃないの（2001年、MBS制作）
- 独身生活（1999年、TBS系）
- やっとかめ探偵団
- 相棒 season6 第9話（2007年、テレビ朝日 / 東映）

### 映画
- 日本暴力地帯 美しき野望（1998年）
- 容疑者Xの献身（2008年）

### 舞台
- 赤シャツ（青年座）
- 湖底（青年座）
- お茶をすすって（青年座）
- ひまわり
- ノイゼス・オフ
- ウィンザーの陽気な女房たち
- 母乳とブランデー（2014年1月26日 - 2月2日、赤坂RED/THEATER）
- スウィング・アウト・ペアレンツ（2015年8月19日 - 25日、下北沢駅前劇場）
- 夜明けのジルバ〜漫画喫茶殺人事件〜（2025年2月23日 - 3月2日、赤坂RED/THEATER）[80]

### CMナレーション
- ダイハツ・ミライース（トンデモ・タイムズ日本支部デスク）

### バラエティ
- 世界の衝撃ストーリー（声の出演）
- 世界が騒然!本当にあった㊙ミステリー（声の出演）
- 空想実現ファイル（C山G太郎）

### その他コンテンツ
- ジェイミー&ジミー フード・ファイト・クラブ（マイケル・シーン）（ボイスオーバー）
- BS世界のドキュメンタリー 危険な時代に生きる（イアン・サマーホルダー）
- 麺の匠（朗読）
- 爆釣ハンターズ PV（ナレーション[81]）
- AudioMovie(R) おばあちゃんの旅（2023年、父[82]）